# Rete tranviaria di Valenciennes (1881-1966)
La rete tranviaria di Valenciennes era una estesa rete di linee tranviarie a servizio dell'area di Valenciennes in funzione dal 1881 al 1966. Nel 2006, a Valenciennes, dopo 40 anni è stata costruita una nuova rete tranviaria.

## Storia
La città di Valenciennes (che all'inizio degli anni ottanta del XIX secolo contava circa 30.000 abitanti) e il suo circondario si dotarono di un'importante rete tranviaria a scartamento metrico, in seguito all'iniziativa della Société des Tramways de Valenciennes à Anzin et extensions, creata nel 1880, e poi della Société des Chemins de Fer Economiques du Nord (CEN), nata nel 1884 per iniziativa di Édouard Louis Joseph Empainen; la rete fu esercita con trazione a vapore fino al 1913 e a trazione elettrica poi.

### Premesse: il progetto Thérin

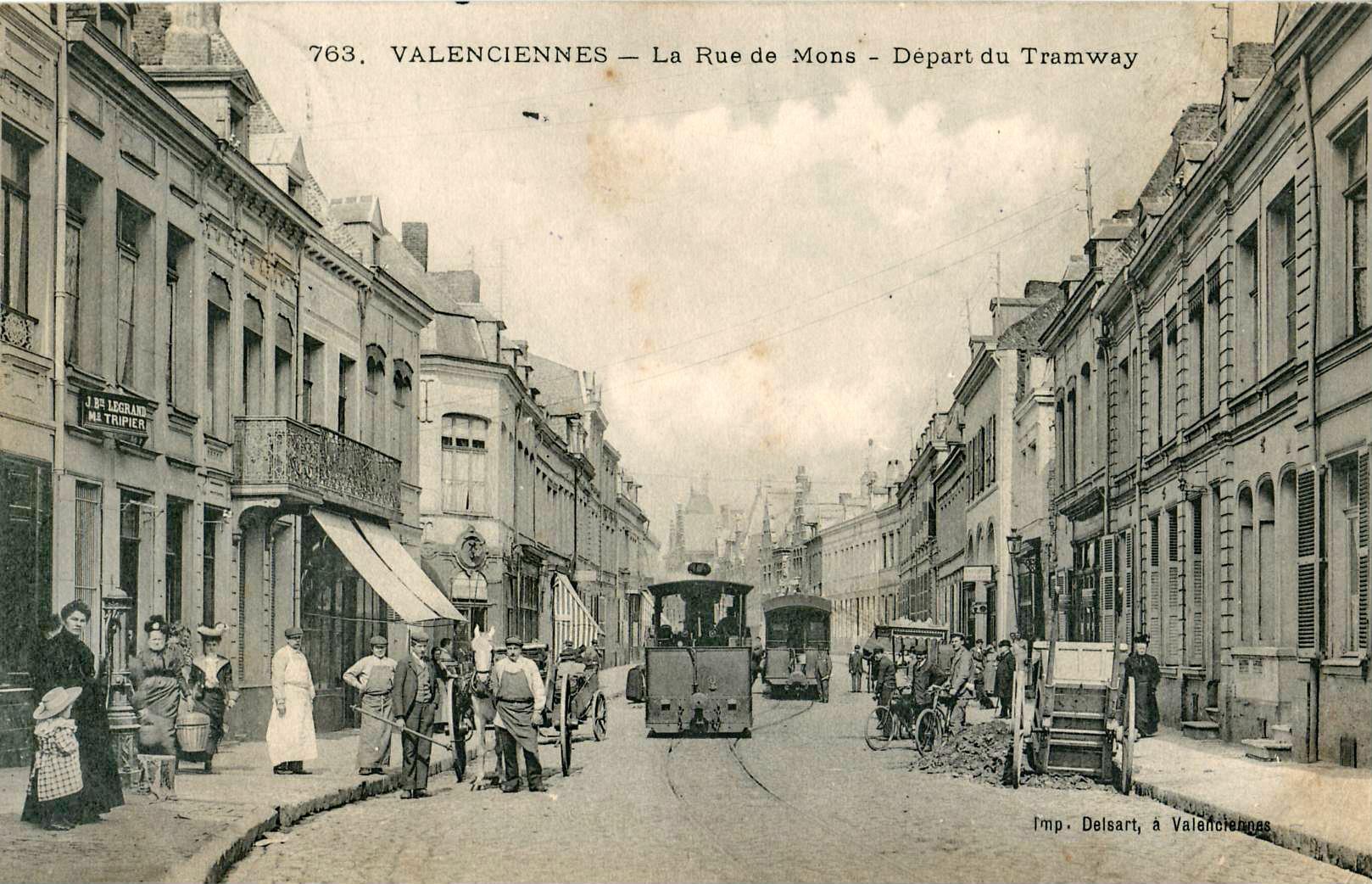
Due tram a vapore al terminale della rue de Mons, sulla linea di Blanc-Misseron

Il primo progetto di una tranvia a trazione ippica per trasporto di viaggiatori e merci, nonché di carbone, approntato da Adolphe Thérin, un architetto di Saint-Omer, fu approvato con decreto 30 giugno 1877 e per la durata di 40 anni, per l'esercizio di due linee (secondo la toponimia dell'epoca): 
- dalla piazza d'armi di Valenciennes a Vicoigne, per Anzin e Raismes, utilizzando la strada nazionale 29 tra la place d'Armes e la chiesa di San Nicola, la rue Ferrand e la strada nazionale 45 oltre la porta Ferrand e fino alla fossa delle Mine n. 1, a Vicoigne (della Compagnie des mines de Vicoigne);
- dalla piazza d'armi di Valenciennes a Bruay, coincidente con la prima linea fino alla Croce d'Anzin e staccandosene per seguire il percorso della strada nazionale 48 in direzione Condé per Bruay.

Tuttavia il signor Thérin non realizzò gli studi previsti dalla concessione e l'amministrazione minacciava di privarlo dei suoi diritti; cedette quindi tutto al signor D'Agiout, che agiva per conto di una International chèque banck. Questi creò la Société des Tramways de Valenciennes à Anzin et extensions. Il Consiglio comunale in seguito approvò la cessione mediante un accordo datato 13 marzo 1880.
La Société des Tramways de Valenciennes à Anzin et extensions, il cui amministratore delegato era Édouard Louis Joseph Empain, era una società di diritto belga, con sede sociale a Bruxelles ottenne, il 19 dicembre 1882, una nuova concessione fino al 1º luglio 1932, che modificava e completava quella del 1877.
Le linee previste dalla concessione del 1882 comprendevano le modifiche seguenti rispetto alla concessione del 1877:
- linea da Somain a Péruwelz;
- da piazza Mercato delle Erbe di Valenciennes fino alla stazione di Raismes (linea Douai-Blanc-Misseron), parallela alla strada nazionale 29 tra la piazza, la chiesa di San Nicola e rue Ferrand, sulla strada nazionale dalla porta Ferrand fino al viale della stazione di Raismes e alla stazione. Questa linea sarà poi collegata da un ramo alla stazione merci della Chemin de fer de la compagnie des mines d'Anzin;
- da piazza Mercato delle Erbe di Valenciennes fino al cimitero di Bruay, coincidente con la prima linea fino alla Croce d'Anzin staccandosene poi per seguire la strada nazionale 48[7].

La società gestiva in via provvisoria le linee seguenti (già prima della regolarizzazione amministrativa dei propri diritti in base alla concessione del 1882) dalle seguenti date:
- Valenciennes-Raismes (passaggio a livello della Compagnie des chemins de fer du Nord), via la Croce d'Anzin, dal 1º gennaio 1881;
- Raismes (passaggio a livello della Compagnie des chemins de fer du Nord)-Raismes-Place, dal 22 marzo 1881
- Croce d'Anzin-Condé-sur-l'Escaut, dal 3 febbraio 1882
- Raismes-Saint-Amand-les-Eaux, dalla stessa data

Nel 1883 dette linee furono prolungate:
- dalla piazza di Condé a Vieux-Condé
- a Saint-Amand, dal ponte a Saint-Amand-Place

Una nuova linea venne aperta il 2 agosto:
- tra Valenciennes-Porte de Mons e Blanc-Misseron

La lunghezza totale della rete gestita dalla la compagnia era di 22,5 km.
Il fatto che la società delle tranvie fosse una società di diritto belga ma concessionaria di linee tranviarie francesi poneva diverse problematiche, pertanto, nel 1884, si ricostituì come società francese e prese il nome di Société anonyme des Chemins de fer économiques du Nord.

### Nasce la Société des Chemins de fer économiques du Nord
La Société des Chemins de fer économiques du Nord (CEN) quindi prese a gestire due delle primitive linee dei tram di Valenciennes restando tuttavia parte del gruppo Empain. 
La società in seguito si estese alla gestione di altre reti di ferrovie secondarie a scartamento metrico disciplinate dalle disposizioni relative alle strade ferrate locali nei dipartimenti dell'Isère, di Pas-de-Calais e della Savoia nonché di due linee nel dipartimento del Nord:
- Armentières-Halluin, di 26 km (tra 1895 e 1935)
- Saint-Amand-Hellemmes, di 32 km (tra 1896 e 1932)

Queste ultime non facevano strettamente parte della rete tranviaria di Valenciennes in quanto Armentieres è a ovest di Lilla. Scomparvero ambedue negli anni trenta.

### La rete si estende
Con un decreto del 7 novembre 1885, la CEN ottenne la concessione di quattro nuove linee fino al 1º luglio del 1932: 
- linea dalla Croce d'Anzin a Denain, di 10,681 km per trasporto di merci e di viaggiatori. Il tracciato della linea si staccava dalla Valenciennes-Raismes, attraversava d'Anzin, seguendo la strada nazionale 48 fino alla piramide Dompierre, poi seguiva la strada nazionale 29 di Wavrechain-sous-Denain[9].

La linea venne poi prolungata in base al decreto del 3 aprile 1901 fino alla stazione di Lourches:
- linea da Raismes a Saint-Amand-les-Eaux seguendo la strada nazionale 45 per Vicoigne e il Moulin des Loups;
- linea dal cimitero di Bruai a Condé (porta di Tournai) seguendo la strada nazionale 48 per Thiers, Escautpont e Fresnes-sur-Escaut;
- linea da Valenciennes a Quiévrechain (Blanc-Misseron), a partire dalla intersezione della strada nazionale 45 e la tangenziale fino ad incontrare la nazionale 29 e poi seguendo l'ultima strada al confine con il Belgio; sul territorio di Valenciennes, un ramo era posto sulla nazionale 29 diretto verso la città terminando all'inizio della ferrovia Valenciennes-Saint-Saulve[11].

Un decreto del 21 giugno 1887 dichiarava di pubblica utilità il prolungamento di 393 m di detta linea a Valenciennes, dalla Chemin de Valenciennes à Saint-Saulve (presso la Porte de Mons) fino all'incrocio tra le vie Capelle e Wédière.
Con un decreto del 1890, la CEN venne autorizzata dal governo francese a gestire il prolungamento della linea in Belgio da Quiévrain a Roisin, nell'ambito di una convenzione con la SNCV.
Il decreto del 10 giugno 1892 si dichiarava di pubblica utilità una biforcazione della linea concessa nel 1877, da Vieux-Condé verso Bon-Secours (frontiera belga) e verso Hergnies.
La società realizzò le seguenti estensioni:
- Blanc-Misseron-Quiévrain, in Belgio nel 1890
- Condé-Bonsecours (frontiera), nel 1892
- Condé-Hergnies, nel 1894
- Denain-Lourches, nel 1902[16].

L'estensione Blanc Misseron-frontière venne costruita dalla CEN e la sezione belga dalla Société nationale des chemins de fer vicinaux (SNCV) ma la gestione fu tutta a carico della CEN.
L'estensione della rete tranviaria vapore ebbe termine nel 1902 con 58,5 km di linee.
L'elettrificazione della rete prevista dal 1904 venne progettata nel 1911. Nel 1914 ebbe inizio la circolazione dei tram elettrici a corrente continua a 600 volt il cui nuovo deposito fu realizzato in boulevard Harpignies. Le rete trasportava al tempo circa 3 milioni di viaggiatori annui.
La prima guerra mondiale ebbe come conseguenza estesi danneggiamenti della rete che da poco aveva iniziata l'elettrificazione. Nel 1918, dopo l'armistizio, il Consiglio generale del dipartimento del Nord prendeva atto delle estese distruzioni subite dalle opere d'arte e dalla centrale elettrica dei tram e della necessità di urgenti provvedimenti per ripristinare il servizio della rete.

### Il periodo tra le due guerre

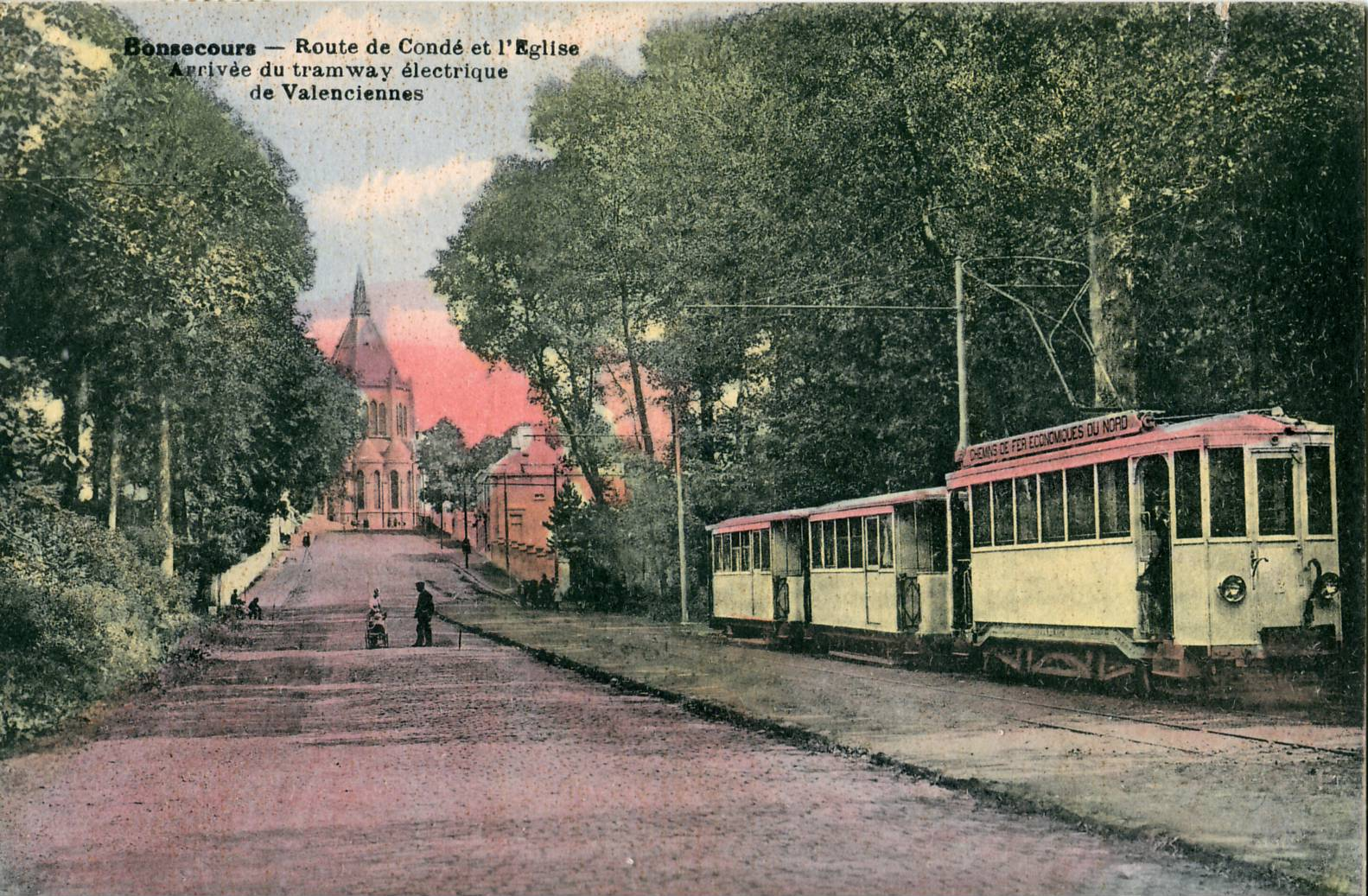
Tram elettrico al terminale di Bonsecours a Condé (anni 1920)

Dal 1919 al 1923 furono intrapresi importanti lavori di ricostruzione della rete. La linea di Condé venne elettrificata nel 1923.
Inoltre vennero messe in servizio due nuove linee:
- Valenciennes-Saint Waast, dall'11 novembre 1928
- Valenciennes-Marly, dal 25 dicembre 1931

Nel 1931 il bilancio complessivo dei viaggiatori trasportati sui 65 km di linee raggiunse i 14 milioni di unità.
Dal 1932 tuttavia, iniziò a manifestarsi la concorrenza sempre più forte degli autobus: l'impresa Finand organizzò la gestione di quattro linee e la CEN di due.

### Il secondo periodo bellico
Durante la seconda guerra mondiale la requisizione di una parte importante del personale e le restrizioni di energia e materiali portarono alla riduzione dei servizi offerti. Nonostante 27 bombardamenti che distrussero i due terzi del materiale rotabile la rete però non si arrestò mai del tutto. Con riparazioni di fortuna, in seguito alla Liberazione, il servizio era comunque ripreso ai livelli di prima.

### Dopoguerra e fine della rete
Nel 1950 la rete era costituita di 60 km di linee a doppio binario e era allo studio una nuova linea di 4 km tra Aulnoy-lez-Valenciennes e Valenciennes per collegare i nuovi quartieri sorti dopo la ricostruzione post-bellica. Ma nell'ottobre del 1961 iniziava la riconversione progressiva in linee di autobus con la nascita della linea su gomma Saint-Waast-La Briquette.
Il 3 luglio 1966 il tram soprannominato dai suoi oppositori "pericolo giallo" effettuò l'ultimo viaggio a Valenciennes cedendo il passo agli autobus e all'automobile.
L'aumento del traffico e la saturazione delle strade a partire dagli anni novanta del XX secolo ha fatto riemergere la necessità di una rete di trasporti efficiente e a grande capacità. Una nuova linea tranviaria moderna ha iniziato il suo servizio nel 2006.

### Incidenti di rilievo
Il 16 luglio 1882 alle 18:30 in seguito al deragliamento a Escautpont di un treno trainato da una locomotiva a vapore tipo Tubize. Il treno era affollato di molti degli spettatori che avevano assistito alle corse di cavalli all'ippodromo di Vicq. L'incidente avvenne a causa dell'eccessiva velocità che il macchinista aveva impresso al convoglio per affrontare la salita e della poca affidabilità del mezzo. Dopo il deragliamento la locomotiva percorse fuori dai binari 5 o 6 metri fermandosi infine contro un albero. Il vapore fuoriuscito dalla caldaia della locomotiva ustionò i viaggiatori che occupavano la vettura. Venti persone rimasero ferite, delle quali alcune morirono.

## Infrastrutture

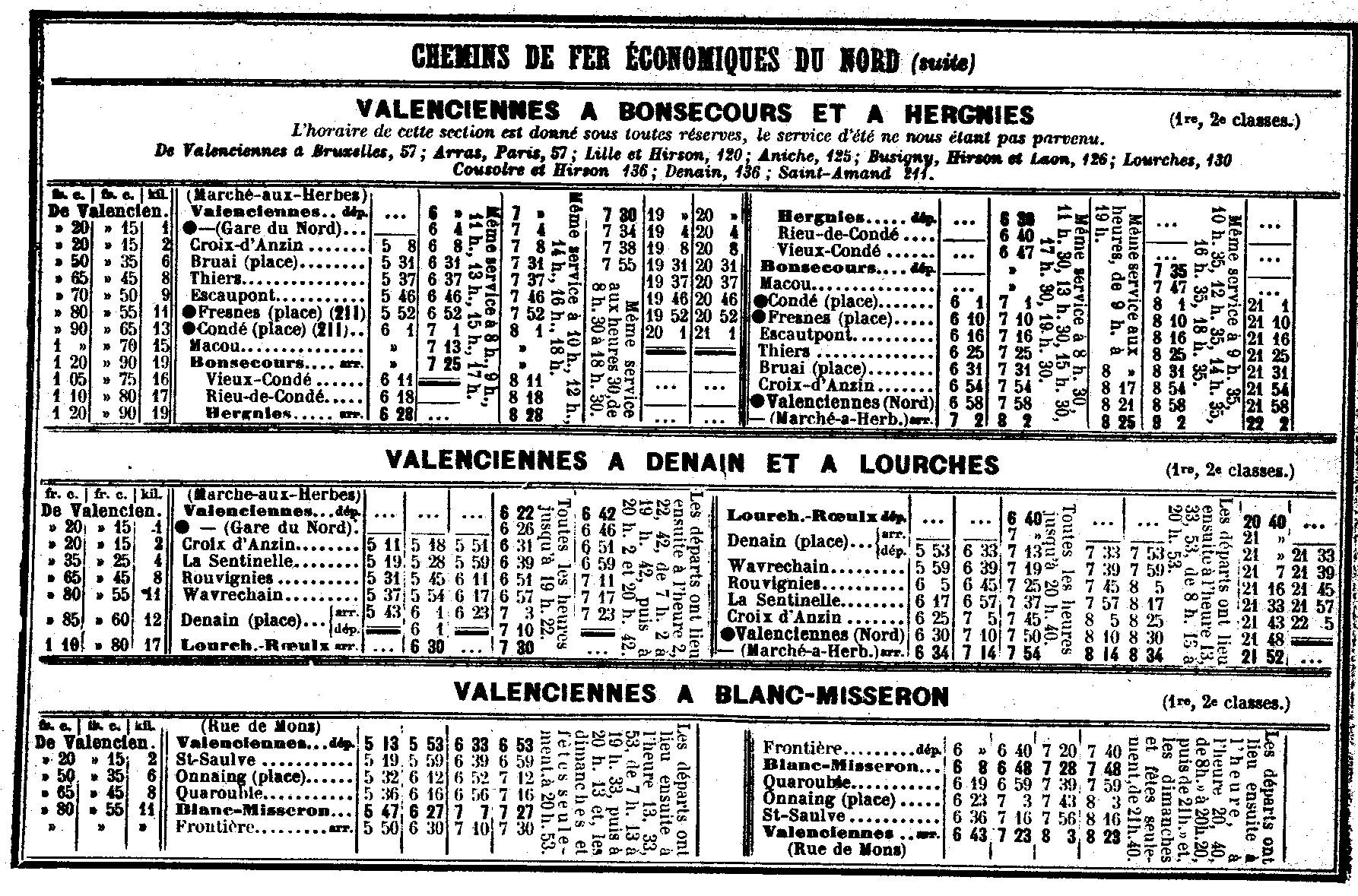
Orari del maggio 1914

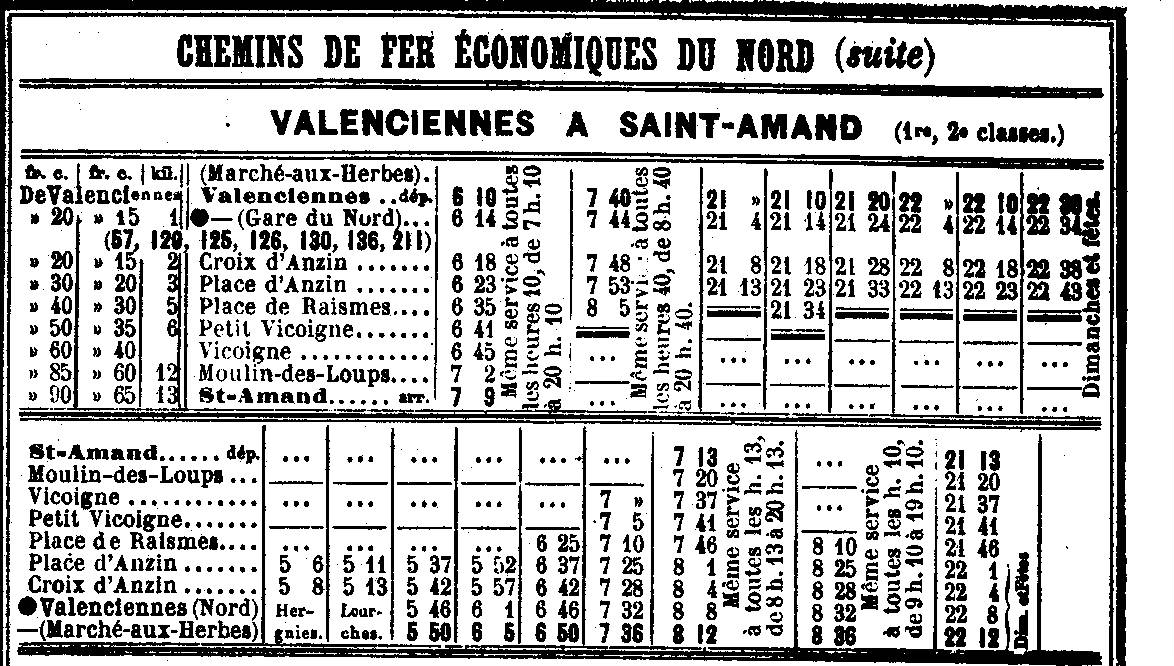
Orari del maggio 1914

### Le linee
Nel 1888 la rete aveva un'estensione di 50 km ed era costituita dalle seguenti linee: 
- Valenciennes-Saint-Amand-les-Eaux, di 13 km
- Croce d'Anzin-Condé-sur-l'Escaut/Vieux-Condé, di 14 km
- Valenciennes-Blanc-Misseron, 10 km
- Croce d'Anzin-Denain
- linea della Cintura des Alliés, 2 km[21]. Tale raccordo, evitando la città da nord passando lungo le mura, permetteva una connessione tra la linea di Blanc-Misseron e il resto della rete.

Al suo apogeo la rete raggiunse l'estensione di 126 km ed era composta delle seguenti linee:
- Valenciennes-Anzin-Raismes-Vicoigne-Saint-Amand-les-Eaux, di 13 km
- Valenciennes-Raismes (aperta nel 1881 e chiusa il 5 gennaio 1964), di 5 km[22]
- Raismes-Saint-Amand (Pont) (1882 - 5 gennaio 1964), di 7 km
- Saint-Amand (Pont)-Saint-Amand (Place) (1883 - 5 gennaio 1964), di 1 km
- Valenciennes-Beuvrages-Bruay-Escautpont-Fresnes-Condé-Vieux-Condé-Hergnies, di 21 km
- Valenciennes-Bruay-sur-l'Escaut (1881-1966), 6 km
- Bruay-sur-l'Escaut-Condé-sur-l'Escaut (1882-1966), 7 km
- Condé-sur-l'Escaut-Vieux-Condé (1883-1966), 3 km
- Vieux-Condé-Hergnies (1894-1966), 3 km
- Valenciennes-Saint-Saulve-Onnaing-Quarouble-Blanc-Misseron-Frontière-Quiévrain (Belgio), di 13 km
- Valenciennes-Blanc-Misseron (Quiévrechain) (1883 - 20 aprile 1965), 11 km
- Blanc-Misseron-Gare de Quiévrain (sulla linea internazionale Valenciennes-Mons, sulla quale il tram francese era connesso con la rete SNCV) (1890 - 2 settembre 1939), 1,6 km[23]
- Valenciennes-La Sentinelle-Wavrechain-sous-Denain-Denain-Lourches, 17 km
- Valenciennes-Denain (1884 - 20 aprile 1965), 12 km
- Denain-Lourches (1902 - 20 aprile 1965), 5 km
- Condé-Bon-Secours Frontière[24] (1892-1966), 6 km[1]
- Valenciennes-Saint-Waast, (1928 - 22 ottobre 1961)
- Valenciennes-Marly (1931 - 7 luglio 1963)

### La strada ferrata

Rotaie usate (da sinistra a destra): UIC 60, Vignole, a broca o a gola, tranviarie, a doppio fungo simmetrico, a doppio fungo asimmetrico.

Spesso la strada ferrata venne impiantata a fianco della sede stradale A. Sampité, nel 1888, riferisce che a Valenciennes la via ferrata era posta sulla carreggiata in maniera tale da lasciare solo un minimo passaggio di 2,60 m tra la sagoma del tram e il bordo del marciapiede. Inoltre, la linea era generalmente situata a fianco delle strade a Cambrai, Lilla, Bruxelles e Mons a 80 cm dal marciapiede. Nello stesso anno solo il tratto tra Valenciennes a Croce d'Anzin era a doppio binario mentre il resto era tutto a binario unico e gli incroci avvenivano nei raddoppi ma più spesso nelle stazioni.
Le rotaie in origine era del peso di 18 kg/m in ferro o in acciaio, ma in seguito vennero rimpiazzate da quelle di tipo Broca da 49 kg/m e tipo Vignoles da 30 kg/m saldate a partire dal 1947.
In origine la linea aveva una pendenza massima del 30 per mille con un massimo del 34 per mille sulle rampe della Croce d'Anzin. Le curve, nell'attraversamento urbano di Valenciennes e di Condé, erano state previste di 30–25 m di raggio. Nelle tratte interurbane erano di raggio tra 50 e 100 m.
Vi erano molti attraversamenti di linee ferroviarie, di cui 6 in cavalcavia, 5 mediante incrocio a raso e due in sottopasso.

### La stazione centrale di Valenciennes

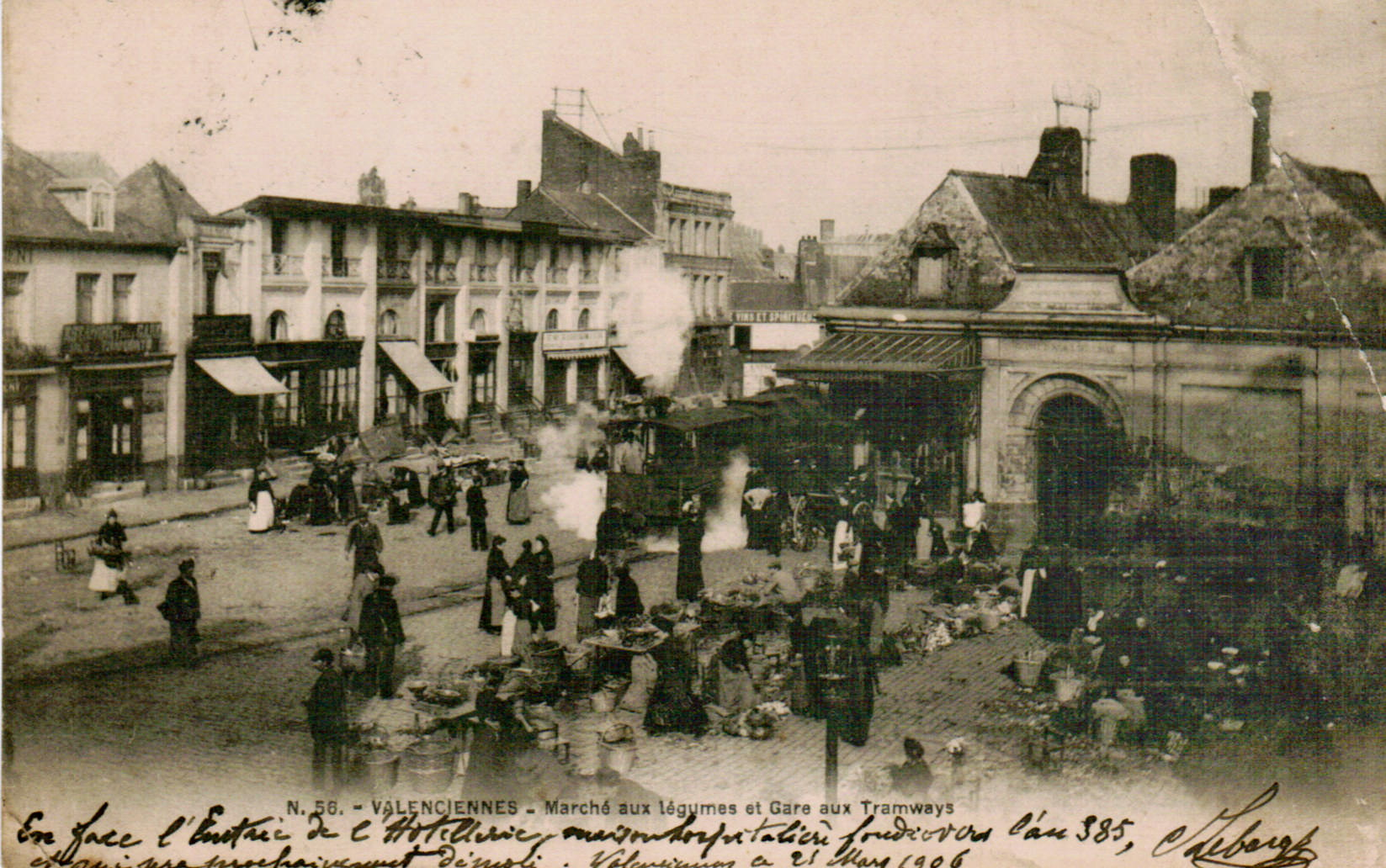
Il punto centrale delle tranvie a vapore: la piazza del Mercato delle Erbe, prima del 1905.

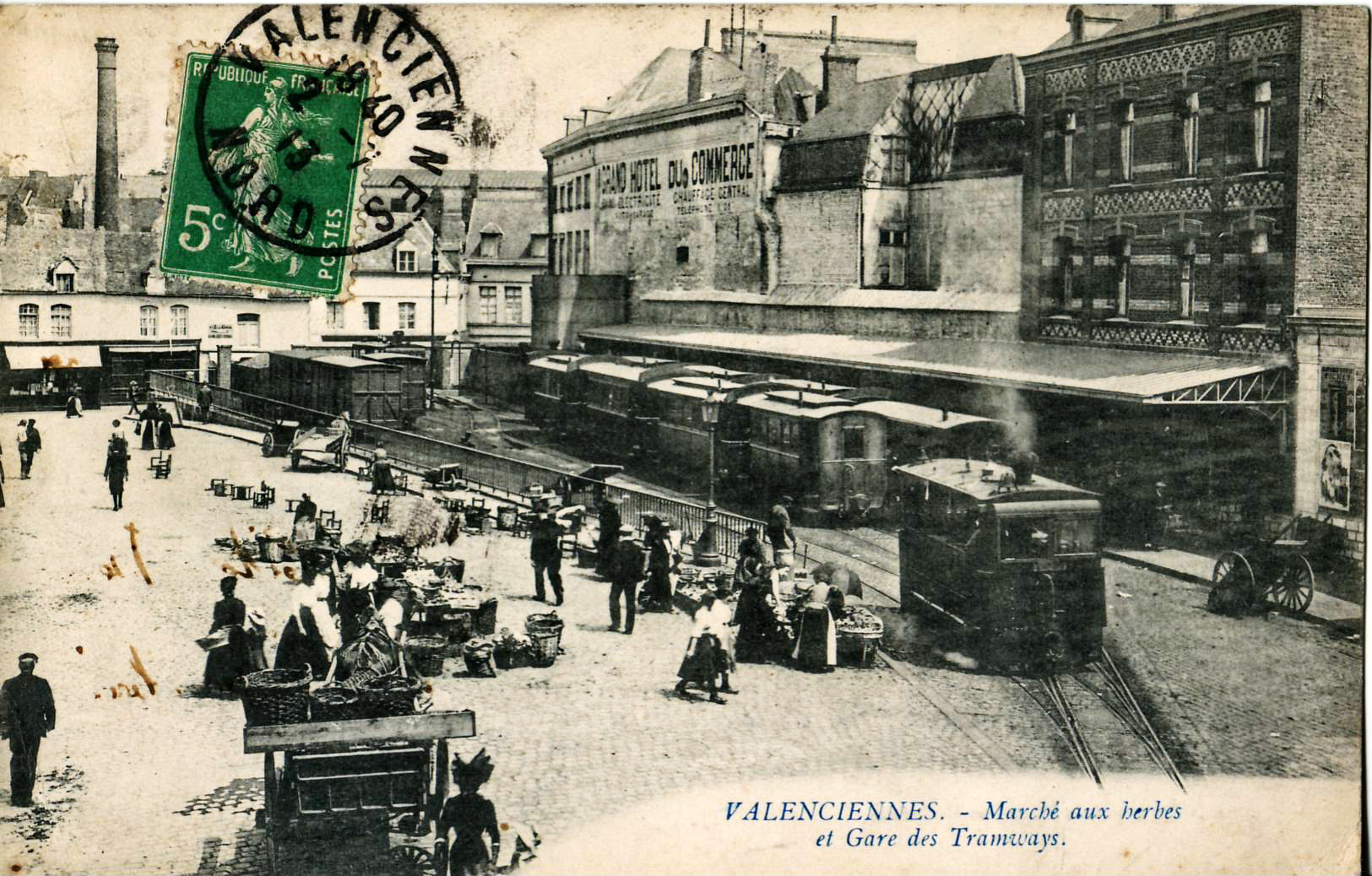
La piazza del Mercato delle Erbe verso il 1910.

La stazione centrale della rete era sita in place du Marché-aux-herbes (piazza del Mercato delle Erbe). Nel 1950 essa sosteneva un traffico giornaliero di 20.000 viaggiatori. Nel 1955 venne trasferita in place du Hainaut. Nel 1950, le sette linee erano servite da una coppia di tram ogni ora con rinforzo nelle ore di punta. Treni speciali circolavano di notte per assicurare il trasporto dei minori. Al tempo le tariffe chilometriche erano di 2,25 vecchi franchi in II classe e 2,65 in I.

### Alimentazione elettrica
L'alimentazione elettrica della rete era fornita da cinque sottostazioni elettriche site a Valenciennes, Vicoigne, Fresnes, Denain e Quarouble; esse convertivano la corrente alternata della rete di distribuzione a 10 kV in corrente continua a 600 V mediante gruppi di conversione rotanti o raddrizzatori a vapore di mercurio.

### Sicurezza della circolazione
La sicurezza della circolazione era demandata in origine al rispetto assoluto della tabella di marcia dei treni che non poteva essere modificata se non con un ordine scritto del capostazione di Valenciennes o su ordine verbale di uno dei tre controllori capi del movimento. Gli incroci avvenivano di massima nelle stazioni ed erano stabiliti in maniera tale da permettere la circolazione di un tram ogni mezz'ora quando le distanze lo consentivano mentre la frequenza corrente era di uno ogni ora. Non c'era alcuna comunicazione telefonica o telegrafica in funzione.

## Servizio

### Traffico
La rete trasportò nel 1880, in media, 38.000 viaggiatori per linea, la meno frequentata, per Quiévrain, aveva in media 28.000 viaggiatori mentre la più frequentata, quella verso Raismes, giungeva a 45.000 unità.
Nel 1888 furono trasportati 1.522.480 viaggiatori.
Tra 1946 e 1948 furono 23 milioni per anno.

### Stazioni
All'inizio del servizio con trazione a vapore la compagnia non ritenne utile costruire strutture a servizio dei viaggiatori: nella maggior parte dei casi le sale d'attesa erano locali privati con ristorazione rimunerati a contratto per la gestione di colli e servizi ma soprattutto mediante le consumazioni effettuate dai viaggiatori nell'attesa del tram.

### Servizio a vapore
I convogli tranviari a vapore erano costituiti abitualmente di una locomotiva, due carrozze e a volte un furgone. La potenza delle locomotive permetteva comunque il traino di 6 vetture per treno. La velocità era limitata a 15 km/h in campagna, a 10 km/h nei sobborghi e a 6 km/h in città. In base alle linee effettuate ogni corsa prevedeva da 54 a 74 minuti.

## Materiale rotabile

### Materiale rotabile a vapore
Il parco trazione a vapore era costituito da 19 locomotive tipo 0-3-0T, fornite tra 1881 e 1884 dalla fabbrica belga Société Anonyme la Métallurgique e costruite nella sua filiale di Blanc-Misseron. 
- nn. 1-6, costruiti nel 1881
- nn. 7-10, costruiti nel 1883
- nn. 31-34, costruiti nel 1881
- nn. 35-37, costruiti nel 1883

Nel 1895, Blanc-Misseron fornì la ventesima unità che portò il numero 14. La percorrenza giornaliera di ciascuna locomotiva era, nel 1888, di circa 150 km.
Le locomotive bicabina avevano una larghezza di circa 1,90 m, una lunghezza di 5,40 m e una massa di 12,5 t in assetto di servizio. Il diametro delle ruote era di 90 cm ed erano tutte munite di freno. Nel 1901, in seguito all'applicazione di un freno continuo automatico a vuoto tipo Smith-Hardy, la velocità dei convogli venne autorizzata a 25 km/h in luogo dei precedenti 20 km/h massimi.
La livrea delle locomotive e delle rimorchiate era verde con filetti gialli.
Il combustibile veniva fornito dalla Compagnie des mines d'Anzin dalle zone limitrofe. Il consumo di carbone per macchina era di 4–5 kg/km più circa 48 kg per l'accensione della locomotiva.
Il parco vetture della compagnia, al 1888, era costituito da 15 carrozze di I classe, 4 miste e 20 di II classe, oltre che di due cari. Nel 1901 il materiale rimorchiato era arrivato alla cifra di 75 carrozze a due assi con rimorchi a piattaforma aperta.
La compagnia espletava anche un certo traffico merci.
Le officine di Raismes si occupavano delle riparazioni e delle manutenzione.

### Materiale rotabile elettrico
Il Consiglio d'amministrazione delle CEN decise che il materiale da acquisire per la propria rete fosse il più possibile simile ai tram elettrici di Ostenda della Société nationale des chemins de fer vicinaux (SNCV). 
Dato che l'industria francese non era in grado di garantire il rispetto dei termini di consegna desiderati dalla società ci si rivolse all'industria belga; queste erano a due cabine di guida, a piattaforme chiuse di estremità e potevano trasportare 60 passeggeri. Ne vennero fornite 38 unità costruite a Brugeoise e Nivelles tra il 1913 e la fine di febbraio 1914; furono numerate dal n. 1 al n. 38..
Le motrici avevano le seguenti caratteristiche:
- lunghezza 8,39 m
- larghezza 1,90 m
- lunghezza compreso respingenti 9,32 m
- carrelli Léonard da 2,50 di passo a due assi
- altezza sul piano del ferro 3,15 m
- Respingente centrale e accoppiamento con tenditore a vite
- freno a mano e Westinghouse
- motori tipo TC 80 da 60 CV in seguito sostituiti dal tipo TC 100 da 80 CV
- peso a vuoto 8,2 t
- porte d'intercomunicazione alle estremità
- compartimenti interni, con 6 finestrini, divisi in due ambienti separati da porte scorrevoli
- compartimenti di prima classe a sei posti su panche imbottite, affiancati da due compartimenti di seconda classe con nove posti a sedere su panche longitudinali a doghe di legno verniciato[18]

A partire dal 1933 furono ammodernati con:
- allungamento delle piattaforme
- aumento del passo
- installazione di porte scorrevoli di chiusura delle piattaforme
- sostituzione dell'archetto di presa corrente con un pantografo
- modifica dei respingenti

Un secondo ordine venne fatto alla Schneider Electric, per le unità 41-47, nel 1933.
Si aggiungevano alla dotazione: 
- 2 motrici di servizio n. 44 e n. 99; la n. 44 era una vecchia motrice, serie 41-47, e la n. 99 della serie 1-38 riconvertite in veicolo di servizio
- 50 rimorchi della serie 100 
  - 101-117, da 60 posti, con piattaforme estreme chiuse[23]
  - 121-123, da 60 posti, con piattaforme estreme chiuse[23]
  - 131-160, da 44 posti, con piattaforme estreme aperte[23]
- 150 carri

I convogli erano abitualmente composti da una motrice e due rimorchi. La prima classe venne mantenuta fino al 1956.

### Materiale preservato

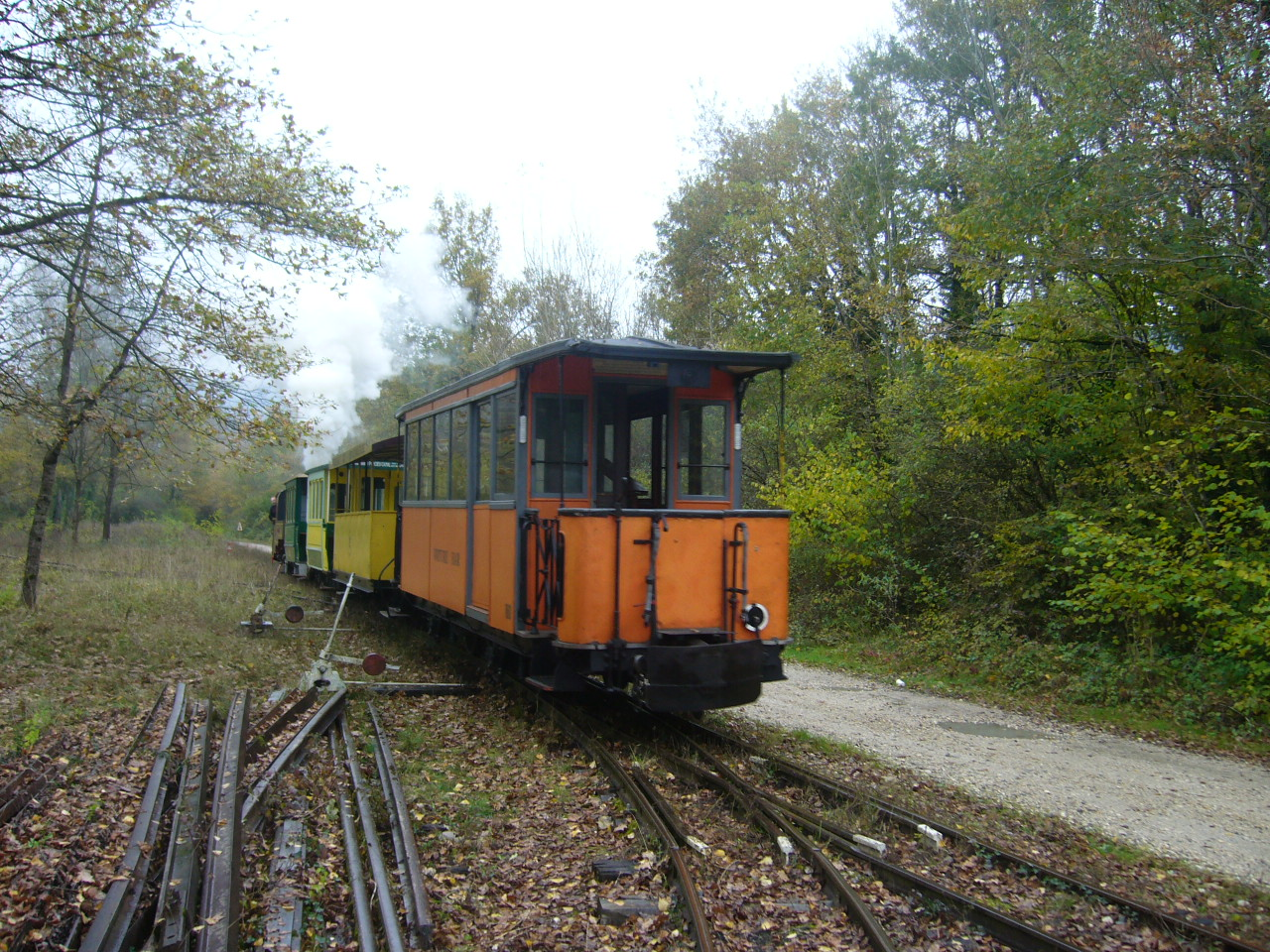
Tram di Valenciennes, in servizio turistico sulla ferrovia di Haut-Rhône nel 2008

#### Motrici
- n. 13, preservata dall'AMTUIR
- n. 26, preservata dalle Chemin de fer du Haut-Rhône in consegna all'associazione Amitram.

#### Rimorchiate
Del 1912 a piattaforme aperte:
- 131, 133, 145 e 157 al museo dei trasporti di Pithiviers.
- 142, 143 e 160 alla Chemin de fer du Haut-Rhône

Del 1912 trasformate con piattaforme chiuse:
- 122 preservata alla Sarthe
- 123 alla Chemin de fer du Haut-Rhône

## Galleria d'immagini

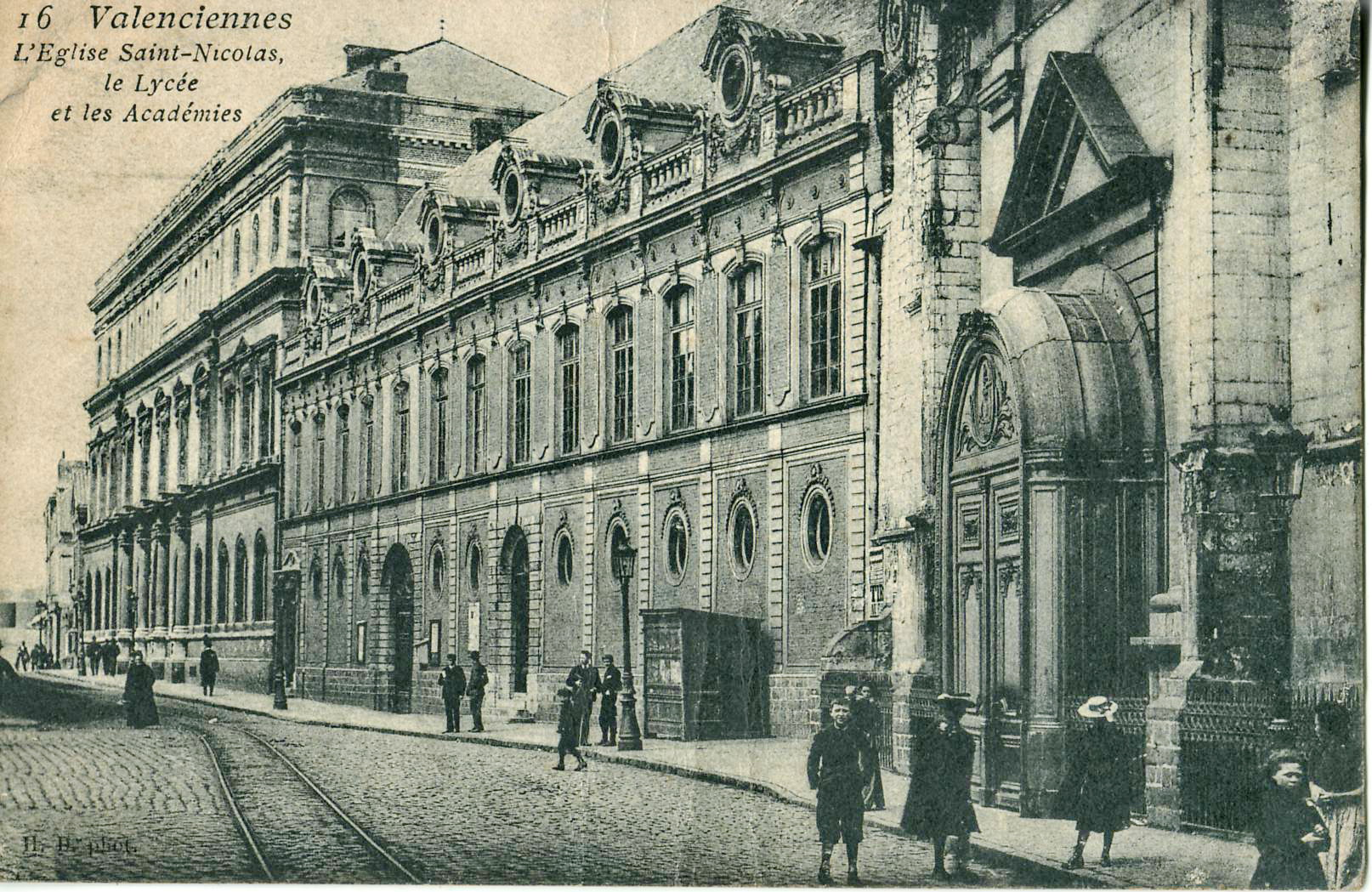
Valenciennes - l'impianto dei binari tra la chiesa di San Nicola, il liceo e l'accademia
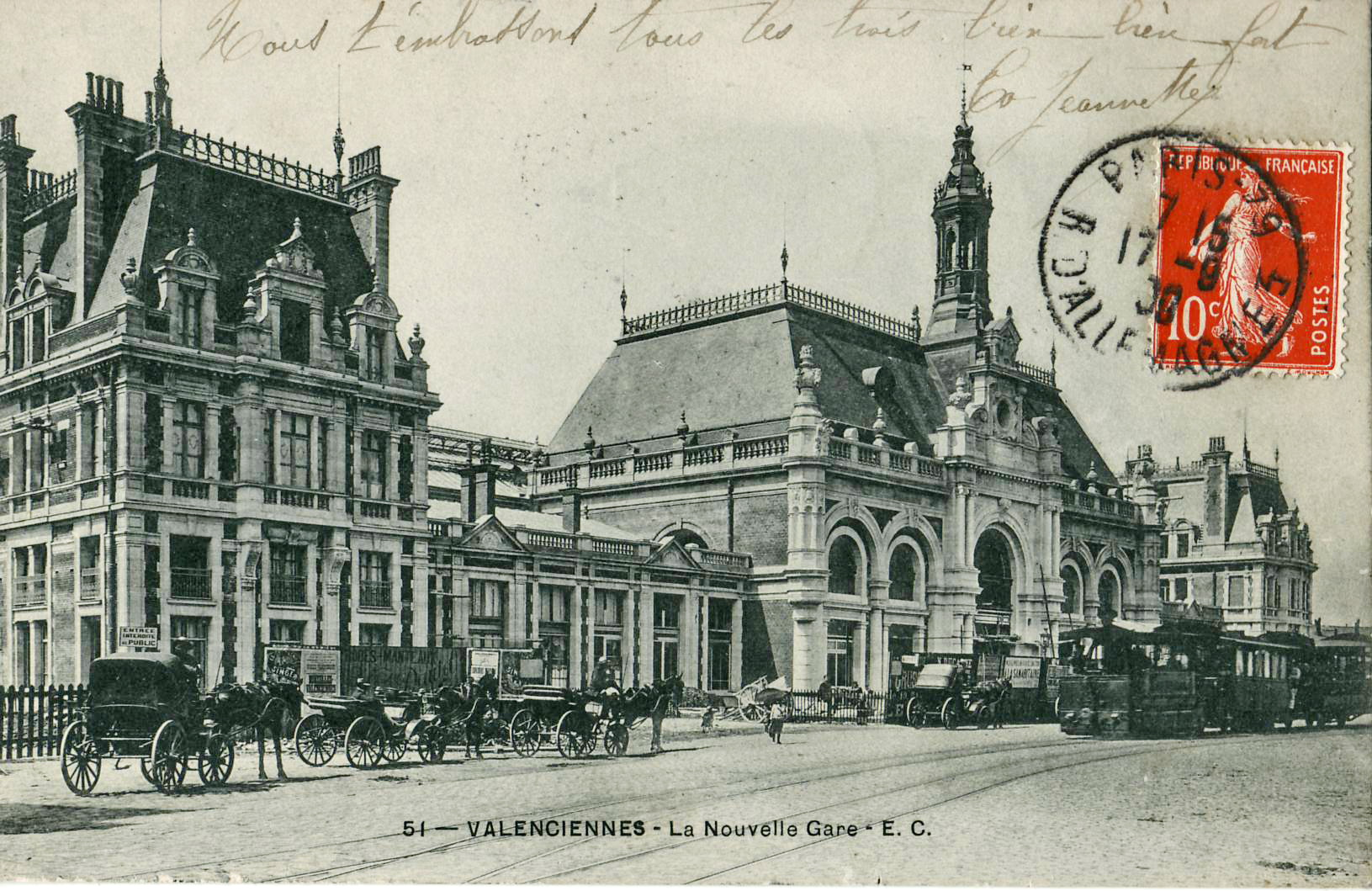
Tram a vapore davanti alla stazione di Valenciennes prima della prima guerra mondiale
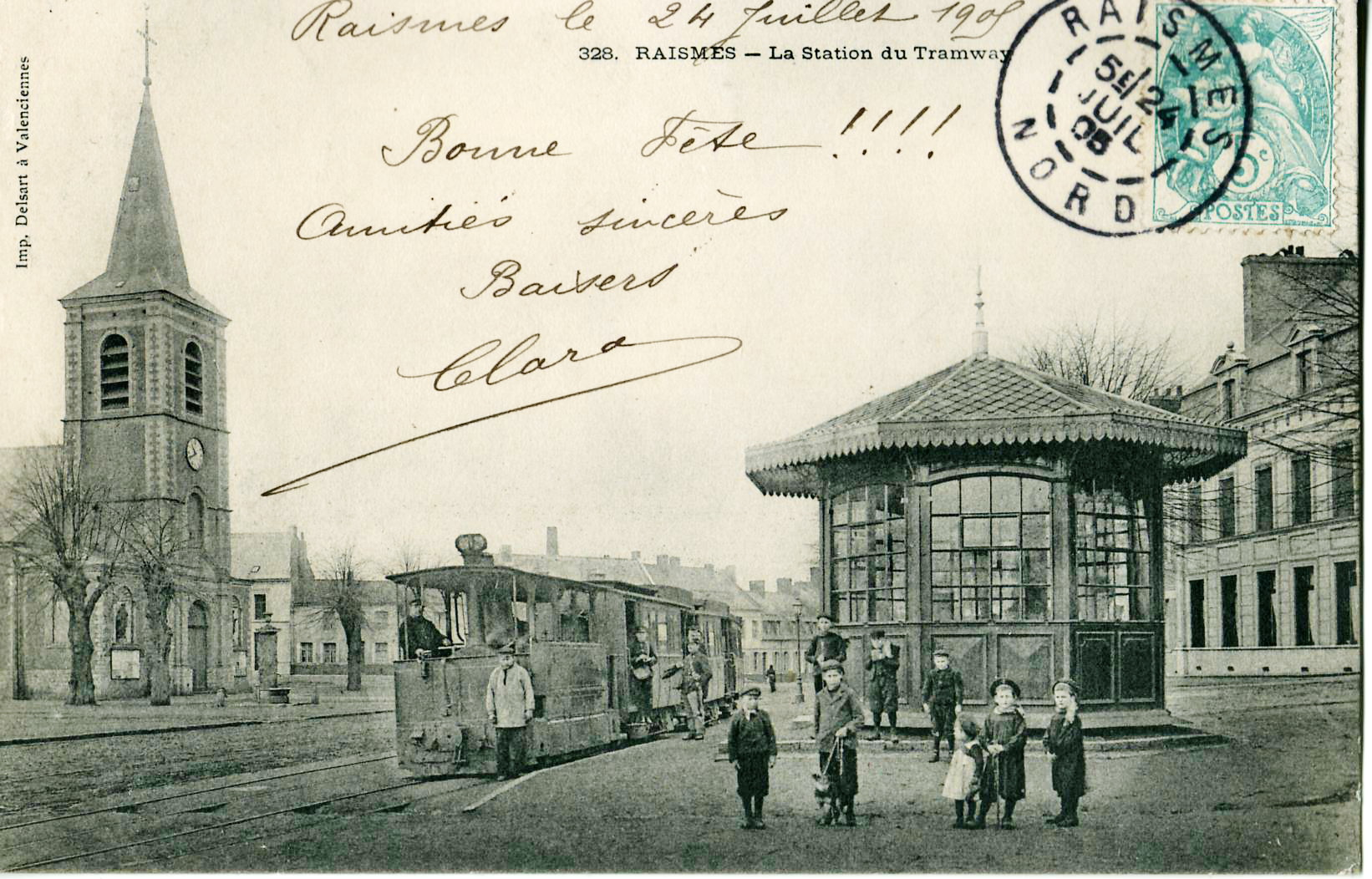
Convoglio a vapore a Raismes
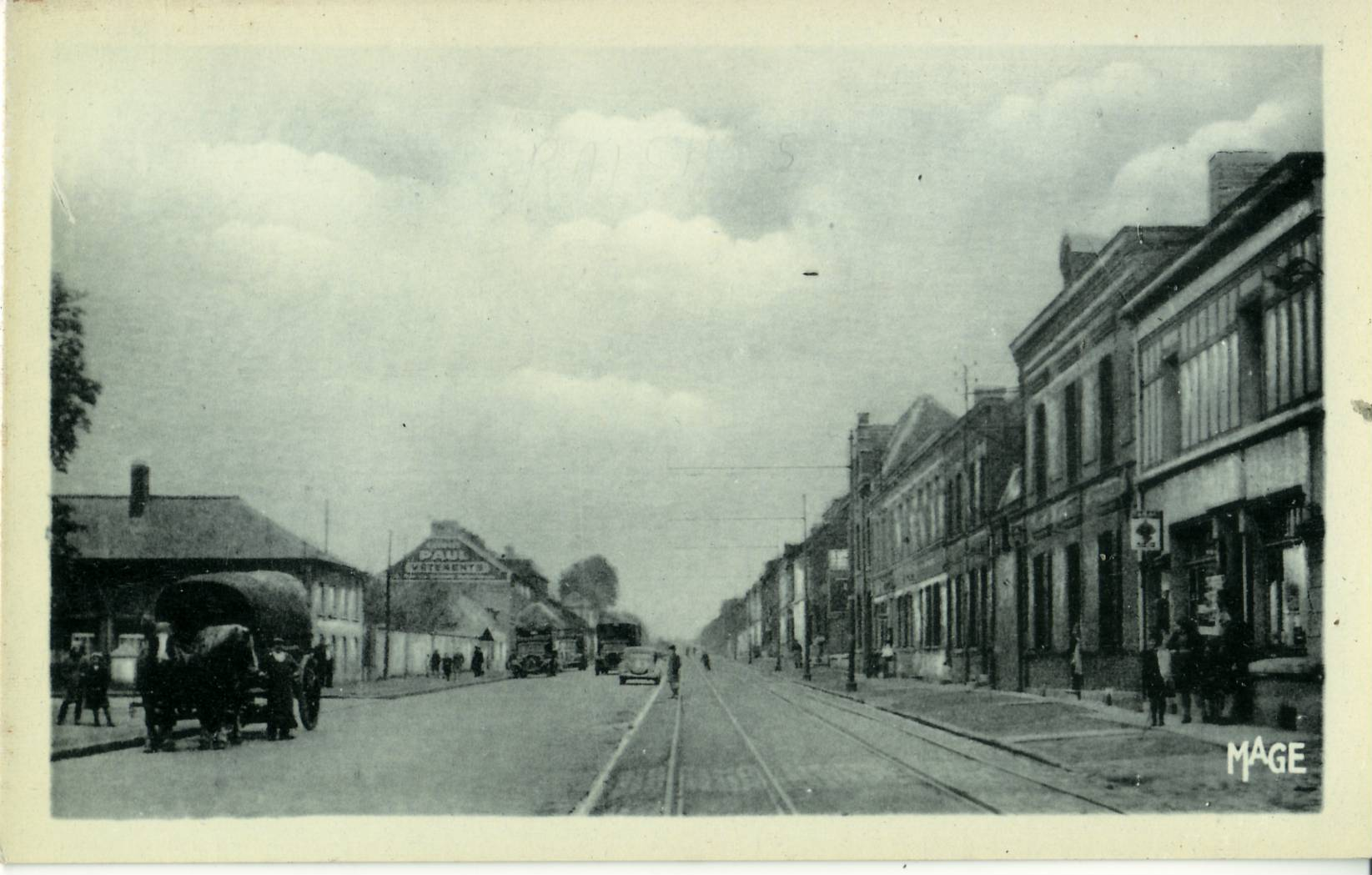
Piattaforma della tranvia in sede propria a Raismes, nel periodo tra le due guerre
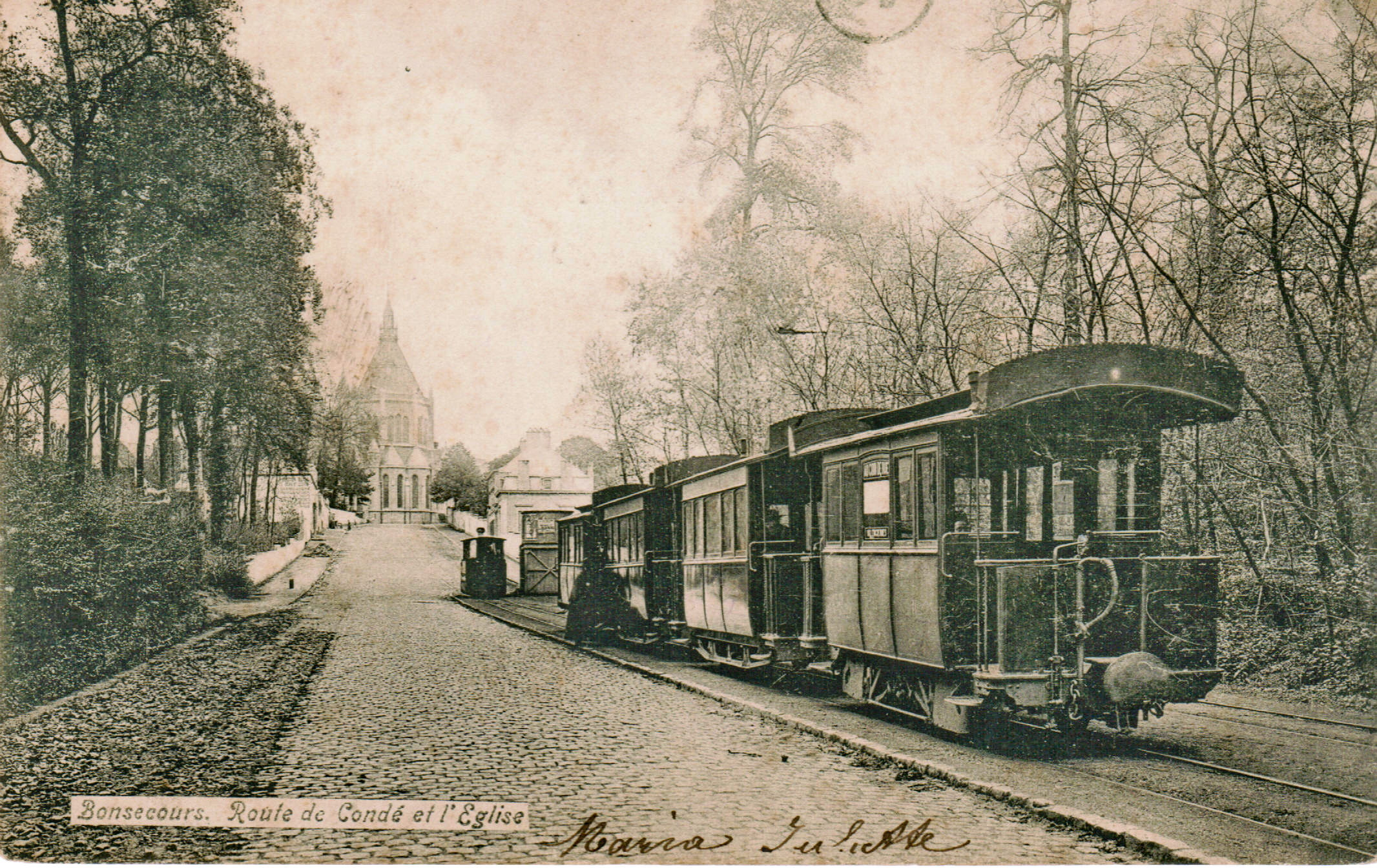
Cartolina postale con un convoglio a vapore al terminale di Bonsecours
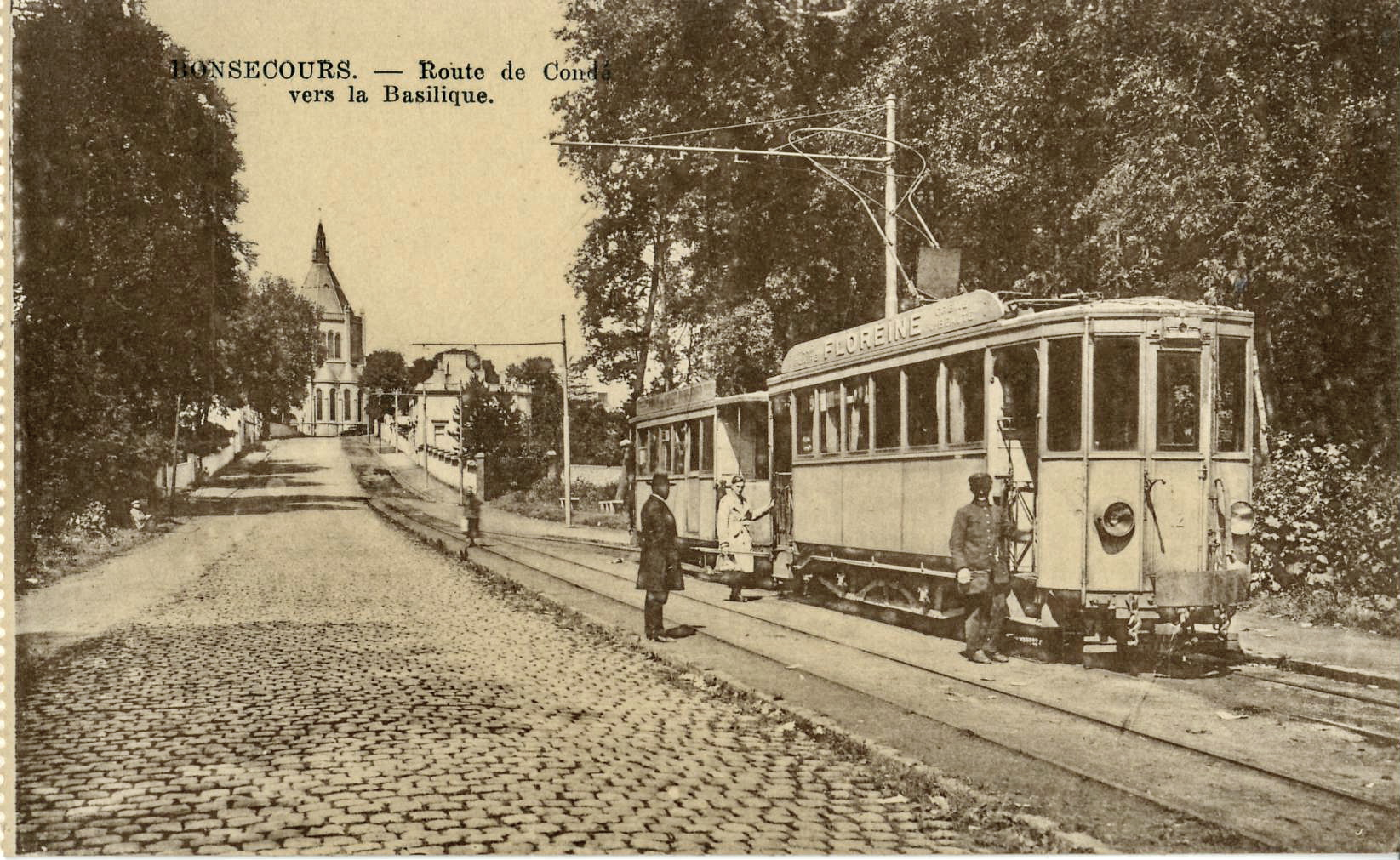
Il capolinea di Bonsecours; il servizio ha termine prima della frontiera belga
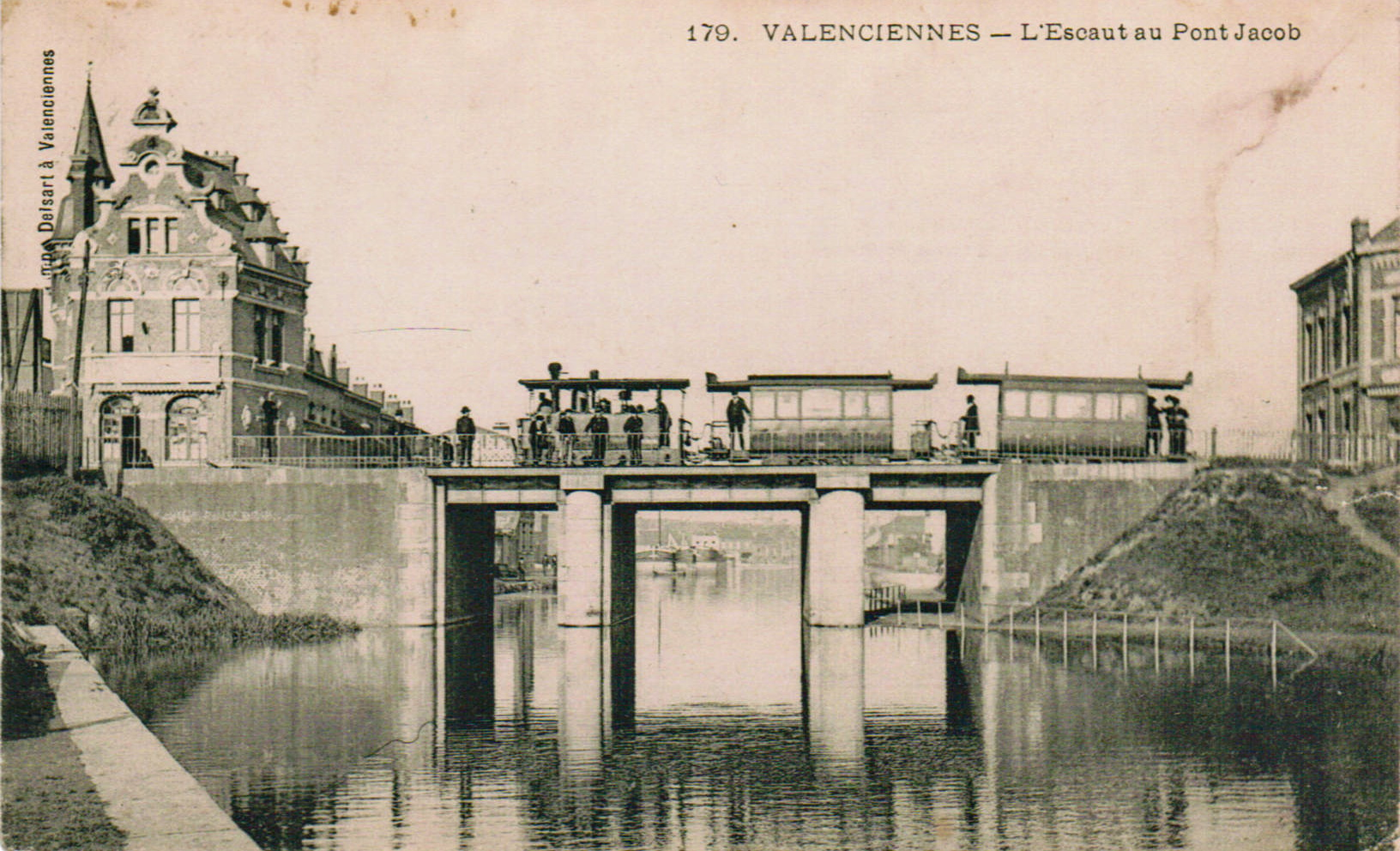
Convoglio tranviario trainato da locomotiva a vapore "bicabina" sul ponte Jacob
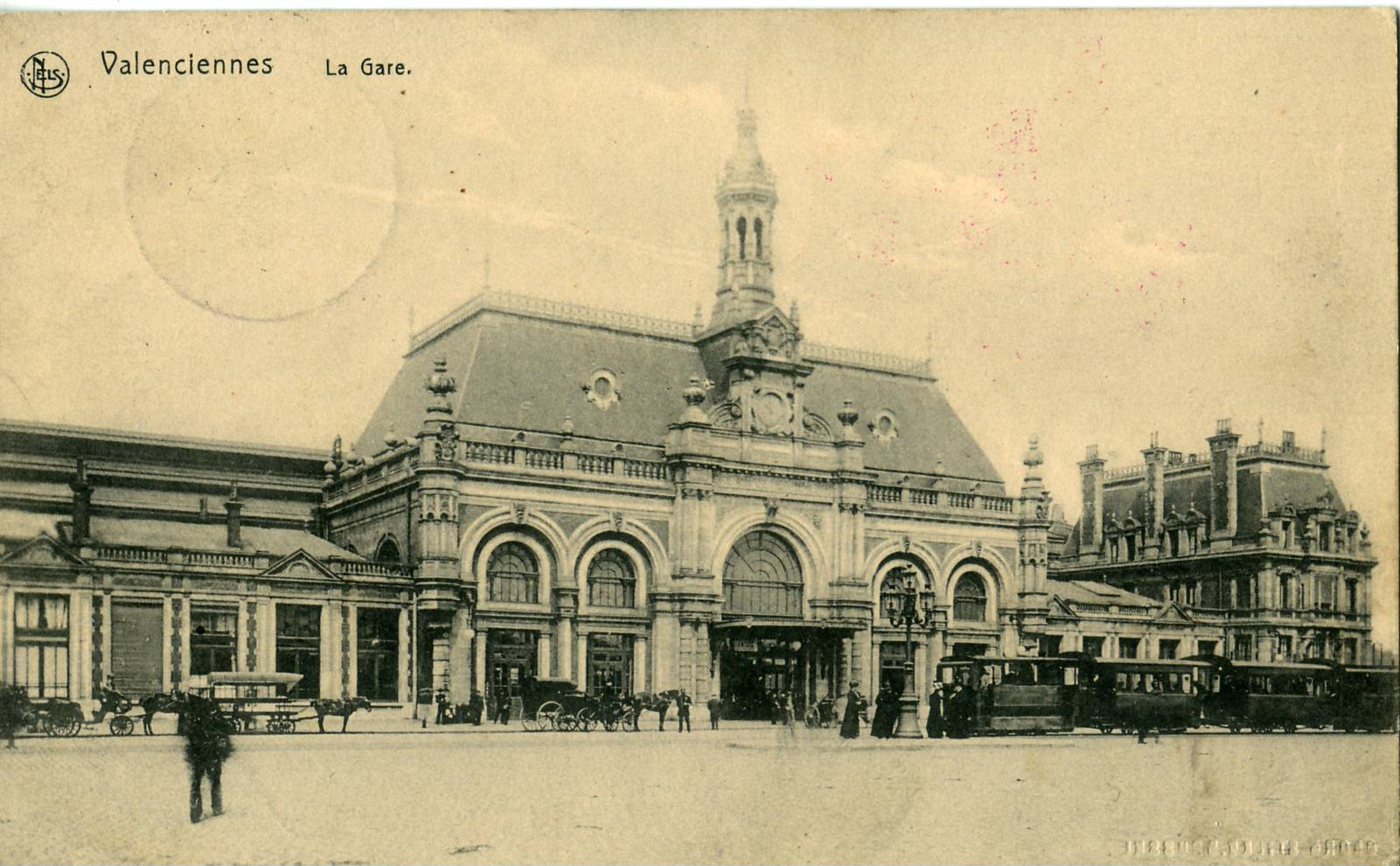
Un tram a vapore in sosta alla stazione di Valenciennes
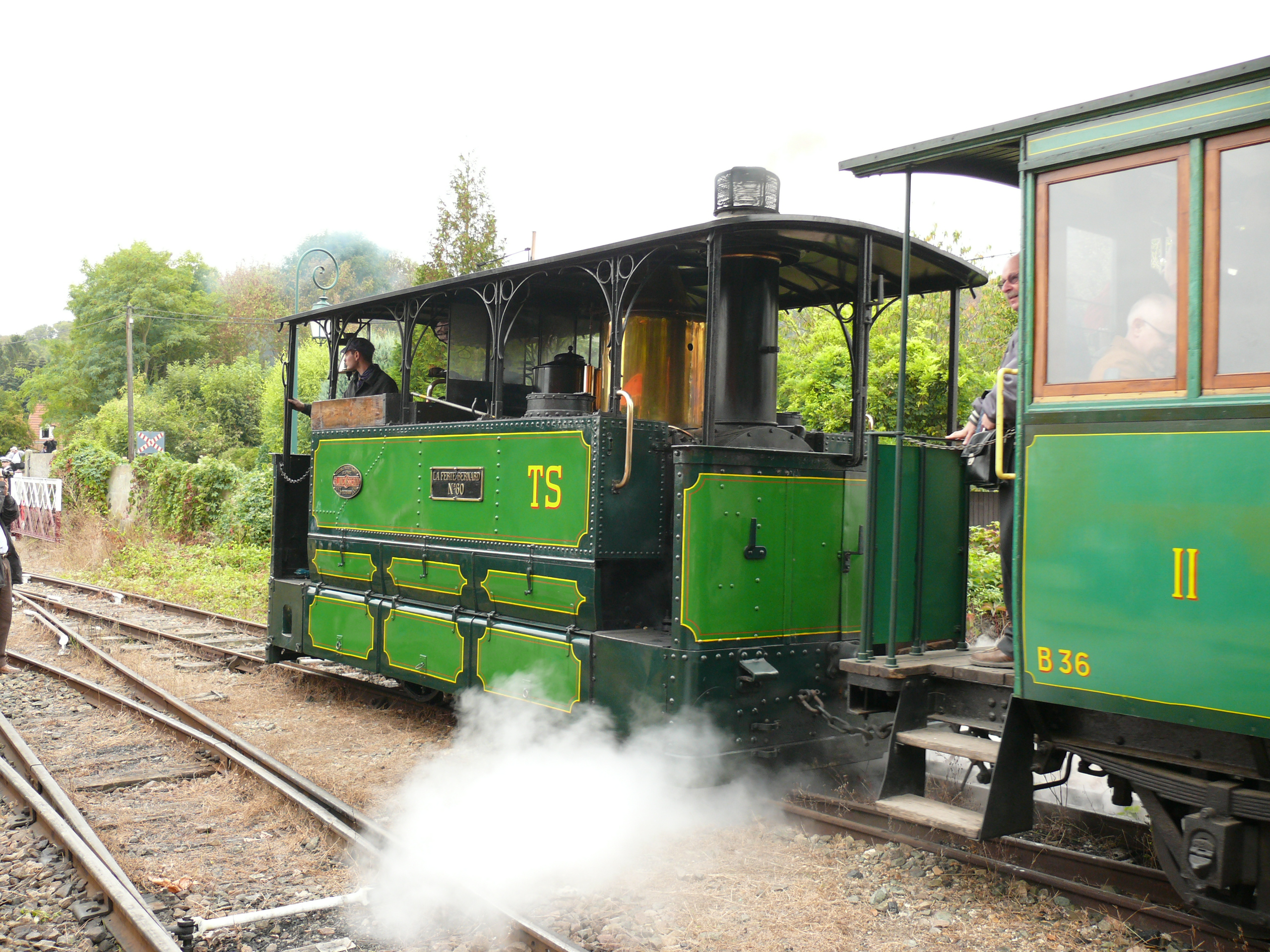
Motrice della tranvia della Sarthe, nel Musée des tramways à vapeur et des chemins de fer secondaires français; tipo simile a quelle di Valenciennes